# Martina Király
Martina Király (Budapest, 4 luglio 1971) è una cantautrice e compositrice ungherese.
Si muove stilisticamente nel pop e soprattutto nel soul e nel jazz.

## Biografia
Martina Király si è interessata alla musica popolare sin dalla giovane età. Suo padre, che era caporedattore di una rivista per giovani, portava spesso a casa dischi da farle ascoltare. Ha iniziato a studiare il sassofono all'età di 16 anni ed è passata al canto a 21. Dopo essersi laureata in inglese e italiano presso la Facoltà di Lettere e Filosofia dell'Università Loránd Eötvös, ha studiato all'Accademia musicale Franz Liszt di Budapest, diplomandosi in canto jazz. Tra i suoi insegnanti Márkus Tibor. Ha cominciato la sua carriera come cantante nel Jazz Quartet Equinox in cui ha debuttato anche come autrice di testi in inglese con gli album Are you free, Eclectic e Travel through Time; e poi l'album Urban Snacks con l'Anselmo Crew, formazione di tredici elementi, con cui ha girato l'Europa, da Amburgo a Kiev, passando dai club di musica jazz ai grandi palchi dei festival. In seguito esibizioni in tutta l'Ungheria, come nel 2005 al Lamantin Jazz Fesztivál di Szombathely. Nel 2011 è stato pubblicato il suo primo album, Ready for you, seguito da Ballonkabát: con questo album si è aggiudicata il 2º premio, nello stesso anno, in un concorso promosso dalla stazione radiofonica Jazzy Rádió ed ha ricevuto un premio onorario dall'Associazione Jazzistica Ungherese (Magyari Jazz Szövetség) nel 2013. Un anno dopo, come compositrice, ha ricevuto il Premio Jackie Orszácky (Orszáczky Jackie-díj), della Federazione dei Compositori Ungheresi, come miglior autore di musica leggera.
Con il primo album, Ready for you, seguito da altri tre sotto il suo nome, comincia il periodo da cantautrice. Il suo pezzo Dream on, contenuto nell'album The female Role, è stato prodotto da Paul Brown, produttore di Aretha Franklin. La sua musica è un mix di soul, blues, funky e rock'n'roll, unita alla raffinatezza del jazz. La sua firma come interprete, autore o collaboratore appare su un totale di venti album.
Il repertorio del duo con il chitarrista Zsolt Barta, a parte i pezzi scritti da Martina, spazia dal rap ai classici pop, dal folclore autentico degli zingari ungheresi a Marvin Gaye.

## Gruppi musicali (selezione)
Martina Király fa o ha fatto parte delle seguenti formazioni:
- Anselmo Crew Urban pop
- Duo Martina Király e Krisztián Rácz
- trio acustico Martina Luther King
- Quartetto Jazz Equinox
- Martina Király Band (con Krisztián Rácz (chitarra), Attila Herr (basso) e Lajos Gyenge (batteria)
- The Lushlife Project
- Toy Division
- Duo Martina Király e Zsolt Barta (chitarra)

## Discografia parziale (album)
- Márkus Tibor & Equinox Jazz Quartet: "Are You Free?", 2002
- Márkus Tibor & Equinox Jazz Quartet: "Eclectic", 2004
- Anselmo Crew: Sex and violence, 2008
- The Lushlife Project feat. Martina: "Highway", 2009
- Martina Király: "Ready for you", 2011
- Martina Király Band: "Higher Deeper", 2014
- Martina Király: "The Female Role", 2018